# 4.º Exército (Alemanha)
O 4º Exército foi formado no dia 1 de Agosto de 1939 a partir do Heeresgruppenkommando 6. Foi redesignado 21º Exército em 27 de abril de 1945.

## Comandantes
- Generalfeldmarschall Günther von Kluge (26 Agosto 1939 - 19 de dezembro de 1941)[2]
- General der Gebirgstruppen Ludwig Kübler  (19 Dezembro 1941 - 20 Janeiro 1942)
- Generaloberst Gotthard Heinrici (20 Jan 1942 - 6 de Junho de 1942)
- Generaloberst Hans von Salmuth (6 de Junho de 1942 - 15 de julho de 1942)
- Generaloberst Gotthard Heinrici (15 de Julho de 1942 - 1 de Junho de 1943)
- Generaloberst Hans von Salmuth (1 de Junho de 1943 - 31 de julho de 1943)
- Generaloberst Gotthard Heinrici (31 de Julho de 1943 - 4 de Junho de 1944)
- General der Infanterie Kurt von Tippelskirch (4 de Junho de 1944 - 30 de junho de 1944)
- Generalleutnant Vincenz Müller (30 de Junho de 1944 - 7 de julho de 1944)
- General der Infanterie Kurt von Tippelskirch (7 de julho de 1944 - 18 de julho de 1944)
- General der Infanterie Friedrich Hoßbach (18 de Julho de 1944 - 29 Jan 1945)
- General der Infanterie Friedrich-Wilhelm Müller  (29 Jan 1945 - 16 Abril 1945)
- General der Infanterie Kurt von Tippelskirch (16 Abril 1945 - 27 Abril 1945)

## Chiefs of Staff
- Generalleutnant Kurt Brennecke (1 Agosto 1939 - 25 Outubro 1940)[2]
- Generalmajor Günther Blumentritt  (25 Outubro 1940 - 10 Janeiro 1942)
- Oberst Julius von Bernuth  (10 Janeiro 1942 - 27 Abril 1942)
- Generalmajor Hans Röttiger  (28 Abril 1942 - 15 de maio de 1943)
- Oberst Sigismund-Hellmuth Ritter und Edler von Dawans (15 de maio de 1943 - 15 Outubro 1943)
- Generalmajor Heinz von Gyldenfeldt (15 Outubro 1943 - 5 de maio de 1944)
- Oberst Erich Dethleffsen (5 de Maio de 1944 - 20 de julho de 1944)
- Oberst Ludwig Heinrich (Heinz) Gaedcke (20 de Julho de 1944 - 15 Agosto 1944)
- Generalmajor Erich Dethleffsen (15 Agosto 1944 - 15 Fevereiro 1945)
- Oberst Ulrich Freiherr von Varnbüler und zu Hemmingen  (15 Fevereiro 1945 - 17 Fevereiro 1945)
- Oberst Heinz Langmann (25 Fevereiro 1945 - 5 Abril 1945)
- Oberst Ulrich Freiherr von Varnbüler und zu Hemmingen (5 Abril 1945 - 27 Abril 1945)

## Oficiais de Operações
- Oberst Rolf Wuthmann (1 Agosto 1939 - 15 Novembro 1940)[2]
- Oberstleutnant Horst von Zitzewitz (15 Novembro 1940 - Setembro 1941)
- Oberst Hellmuth Stieff (Outubro 1941 - Outubro 1942)
- Major Jobst von Reden (Outubro 1942 - 23 Outubro 1942)
- Oberst Ivo-Thilo von Trotha Ivo (23 Outubro 1942 - 30 Março 1944)
- Oberstleutnant Conrad Kühlein (30 Março 1944 - 30 Junho 1944)
- Oberstleutnant Moritz Liebe (30 de Junho de 1944 - 30 Outubro 1944)
- Oberst Bolko von der Heyde (30 Outubro 1944 - 10 Abril 1945)
- Oberstleutnant Carl-Otto von Hinckeldey (10 Abril 1945 - 27 Abril 1945)

## Ordem de Batalha
3 de Setembro de1941
- À disposição do 4º Exército
- 2/3 167ª Divisão de Infantaria
- ¾ 263ª Divisão de Infantaria
- 10ª Divisão Panzer
- XXI Corpo de Exército
- 1/3 167ª Divisão de Infantaria
- 31ª Divisão de Infantaria
- 34ª Divisão de Infantaria
- 258ª Divisão de Infantaria
- VII Corpo de Exército
- 197ª Divisão de Infantaria
- 23ª Divisão de Infantaria
- 267ª Divisão de Infantaria
- XX Corpo de Exército
- 268ª Divisão de Infantaria
- 292ª Divisão de Infantaria
- 7ª Divisão de Infantaria
- 78ª Divisão de Infantaria
- IX Corpo de Exército
- 137ª Divisão de Infantaria
- ¼ 263ª Divisão de Infantaria
- 15ª Divisão de Infantaria

2 de Janeiro de 1942
- XXXX Corpo de Exército
- 131ª Divisão Panzer
- 216ª Divisão de Infantaria
- 10ª Divisão de Infantaria (parte)
- 403. Sicherungs-Division (parte)
- 56ª Divisão de Infantaria (parte)
- XXXXIII Corpo de Exército
- 137ª Divisão de Infantaria + Polizei-Regiment
- 31ª Divisão de Infantaria+ SS-Infanterie-Regiment 4
- 131ª Divisão de Infantaria
- 1/3 52ª Divisão de Infantaria
- XIII Corpo de Exército
- 2/3 52ª Divisão de Infantaria
- 260ª Divisão de Infantaria
- 268ª Divisão de Infantaria
- XII Corpo de Exército
- 263ª Divisão de Infantaria
- 17ª Divisão de Infantaria
- LVII Corpo de Exército
- 98ª Divisão de Infantaria + 19ª Divisão de Panzer
- 34ª Divisão de Infantaria
- XX Corpo de Exército
- 10ª Divisão Panzer
- 183ª Divisão de Infantaria
- 15ª Divisão de Infantaria
- 258ª Divisão de Infantaria
- 292ª Divisão de Infantaria

22 Abril 1942
- À disposição do 4º Exército
- Gruppe Fehn: Stab + 5ª Divisão Panzer (parte) + 15ª Divisão de Infantaria (parte)
- Divisionsstab 442 zbV (com Gruppe Gablenz)
- Gruppe Artillerie-Kommandeur (Arko) 302 com 1/3 31ª Divisão de Infantaria
- XXxx Corpo de Exército
- Stab 331ª Divisão de Infantaria (com Luftwaffen-Gefechts-Verbände, Gruppe Ramm Reichelt & Gruppe)
- 2/3 331ª Divisão de Infantaria
- 216ª Divisão de Infantaria
- 19ª Divisão Panzer + 1/3 331ª Divisão de Infantaria + 131ª Divisão de Infantaria (parte)
- 10ª Divisão de Infantaria
- 403. Sicherungs-Division
- 211ª Divisão de Infantaria
- Gruppe Schlemm (Luftwaffen-Verbande)
- XXXXIII Corpo de Exército
- Artillerie-Kommandeur (Arko) 133
- 31ª Divisão de Infantaria + 10ª Divisão de Infantaria Motorizada
- 2/3 34ª Divisão de Infantaria
- 2/3 131ª Divisão de Infantaria + 266. Sicherungs-Division (parte)
- XIII Corpo de Exército
- 137ª Divisão de Infantaria
- 263ª Divisão de Infantaria
- 260ª Divisão de Infantaria
- 52ª Divisão de Infantaria
- XII Corpo de Exército (com Gruppe Werner & Gruppe Haehnle)
- 98ª Divisão de Infantaria + 216ª Divisão de Infantaria (parte)
- 268ª Divisão de Infantaria + 1/3 34ª Divisão de Infantaria + 1/3 131ª Divisão de Infantaria + 260ª Divisão de Infantaria(parte) + 5ª Divisão Panzer (parte) + 10ª Divisão de Infantaria Motorizada (parte) + 17ª Divisão de Infantaria (parte) + 23ª Divisão de Infantaria (parte)
- Luftwaffen-Verbande

15 de Novembro de 1942
- À disposição do 4º Exército
- Divisionsstab 442 zbV
- Gruppe Hochbaum (403. Sicherungs-Division (parte))
- LVI. Armeekorps (mot) (Gruppe Frigger, Gruppe Mertens)
- 331ª Divisão de Infantaria
- Gruppe Schlemm (Luftwaffen-Verbande)
- 10ª Divisão de Infantaria Motorizada
- 267ª Divisão de Infantaria
- 131ª Divisão Panzer + Gruppe von Gablenz (403. Sicherungs-Division (parte))
- 52ª Divisão de Infantaria
- 131ª Divisão de Infantaria
- 216ª Divisão de Infantaria (parte)
- XXXXIII Corpo de Exército
- 31ª Divisão de Infantaria + 201. Sicherungs-Division (parte)
- 34ª Divisão de Infantaria
- 137ª Divisão de Infantaria
- XII Corpo de Exército
- 263ª Divisão de Infantaria
- 260ª Divisão de Infantaria
- 98ª Divisão de Infantaria
- 268ª Divisão de Infantaria

7 de julho de 1943
- À disposição do 4º Exército
- 183ª Divisão de Infantaria
- 253ª Divisão de Infantaria
- LVI Corpo Panzer
- 321ª Divisão de Infantaria
- 131ª Divisão de Infantaria
- 14ª Divisão de Infantaria
- XII Corpo de Exército
- 267ª Divisão de Infantaria
- 260ª Divisão de Infantaria
- 268ª Divisão de Infantaria
- IX Corpo de Exército
- 342ª Divisão de Infantaria
- 252ª Divisão de Infantaria
- 35ª Divisão de Infantaria
- XXXIX Corpo de Exército
- 337ª Divisão de Infantaria
- 95ª Divisão de Infantaria
- 129ª Divisão de Infantaria
- XXVIII Corpo de Exército
- 246ª Divisão de Infantaria
- 52ª Divisão de Infantaria
- 197ª Divisão de Infantaria
- 256ª Divisão de Infantaria

20 de Novembro de 1943
- À disposição do 4º Exército
- 286. Sicherungs-Division
- XII Corpo de Exército
- Korps-Abteilung D (Divisionsgruppen 56, 262)
- Kampfgruppe 35ª Divisão de Infantaria
- 342ª Divisão de Infantaria
- XXXIX Corpo Panzer
- 357ª Divisão de Infantaria
- 95ª Divisão de Infantaria
- 26ª Divisão de Infantaria
- XXVII Corpo de Exército
- 18. Panzergrenadier Division + 1. SS-Infanterie-Brigade (mot)
- 25. Panzergrenadier Division
- 78. Sturm-Division
- 197ª Divisão de Infantaria

26 de Dezembro de 1943
- À disposição do 4º Exército
- 286. Sicherungs-Division
- XXIII Corpo de Exército
- 267ª Divisão de Infantaria + 110ª Divisão de Infantaria
- 95ª Divisão de Infantaria
- 260ª Divisão de Infantaria
- XII Corpo de Exército
- 131ª Divisão de Infantaria
- Korps-Abteilung D (Divisionsgruppen 56, 262)
- 35ª Divisão de Infantaria
- 342ª Divisão de Infantaria
- XXXIX Corpo de Exército
- 337ª Divisão de Infantaria
- 26ª Divisão de Infantaria
- 18. Panzergrenadier Division
- XXVII Corpo de Exército
- 25. Panzergrenadier Division
- 78. Sturm-Division

15 de Abril de 1944
- À disposição do 4º Exército
- 342ª Divisão de Infantaria (em transição)
- 286. Sicherungs-Division
- XII Corpo de Exército
- 260ª Divisão de Infantaria
- 267ª Divisão de Infantaria
- 18. Panzergrenadier Division + 267ª Divisão de Infantaria (parte) + 260ª Divisão de Infantaria
- 31ª Divisão de Infantaria
- XXXIX Corpo Panzer
- 12ª Divisão de Infantaria
- 337ª Divisão de Infantaria
- XXVII Corpo de Exército
- 26ª Divisão de Infantaria
- 25. Panzergrenadier Division
- 78. Sturm-Division

15 de maio de 1944
- À disposição do 4º Exército
- 286. Sicherungs-Division
- XII Corpo de Exército
- 260ª Divisão de Infantaria
- 267ª Divisão de Infantaria
- 18. Panzergrenadier Division
- XXXIX Corpo de Exército
- 31ª Divisão de Infantaria
- 12ª Divisão de Infantaria
- 337ª Divisão de Infantaria
- XXVII Corpo de Exército
- 57ª Divisão de Infantaria
- 25.Panzergrenadier Division
- 78. Sturm-Division

15 de Junho de 1944
- À disposição do 4º Exército
- 286. Sicherungs-Division
- XII Corpo de Exército
- 57ª Divisão de Infantaria
- 267ª Divisão de Infantaria
- 18. Panzergrenadier Division
- XXXIX Corpo de Exército
- 31ª Divisão de Infantaria
- 12ª Divisão de Infantaria
- 337ª Divisão de Infantaria
- 110ª Divisão de Infantaria
- XXVII Corpo de Exército
- 260ª Divisão de Infantaria + 57ª Divisão de Infantaria (parte)
- 25. Panzergrenadier Division
- 78. Sturm-Division

15 de Julho de 1944
- Sperr-Gruppe General Weidling (VI Corpo de Exército)
- 50ª Divisão de Infantaria
- Gruppe Generalleutnant Flörke
- Gruppe Graf von Gottberg
- 5ª Divisão Panzer
- 3. SS-Panzer-Division “Totenkopf” (parte)
- XXXIX Corpo de Exército
- 221. Sicherungs-Division (parte)
- 170ª Divisão de Infantaria
- 131ª Divisão de Infantaria
- 7ª Divisão Panzer

31 de Agosto de 1944
- VI Corpo de Exército
- 286. Sicherungs-Division
- 50ª Divisão de Infantaria
- 562. Grenadier Division
- XXXXI Corpo de Exército
- Korps-Abteilung G (Divisionsgruppen 260, 299, 337)
- 542ª Divisão de Infantaria
- 170ª Divisão de Infantaria
- XXVII Corpo de Exército
- 131ª Divisão de Infantaria + 196ª Divisão de Infantaria
- 547. Grenadier Division

28 de Setembro de 1944
- À disposição do 4º Exército
- Panzer-Brigade 103
- LV Corpo de Exército
- 28. Jäger Division
- 562. Grenadier Division
- 367ª Divisão de Infantaria
- VI Corpo de Exército
- 203 Sicherungs-Division 203 Sicherungs-Divisão
- 286. Sicherungs-Division
- 50ª Divisão de Infantaria
- Gruppe Oberstleutnant Danz
- XXXXI Corpo Panzer
- 299ª Divisão de Infantaria
- 558. Grenadier Division
- 170ª Divisão de Infantaria
- XXVII Corpo de Exército
- 131ª Divisão de Infantaria
- 547. Grenadier Division
- 561 Grenadier Division
- XXVI Corpo de Exército
- 549. Grenadier Division
- Gruppe Oberstleutnant Schirmer (Fallschirmjäger-Regiment 16 + Begleit-Regiment “Hermann Göring”)
- 1ª Divisão de Infantaria
- 56ª Divisão de Infantaria

13 de Outubro de 1944
- À disposição do 4º Exército
- 4. Kavallerie-Brigade
- Panzer-Brigade 103
- LV Corpo de Exército
- 28. Jäger Division
- 562. Volksgrenadier Division
- 367ª Divisão de Infantaria
- VI Corpo de Exército
- 203 Sicherungs-Division
- 286. Sicherungs-Division
- 50ª Divisão de Infantaria
- Gruppe Oberst Hannibal (Polizei)
- XXXXI Corpo Panzer
- 3. Kavallerie-Brigade
- 558. Volksgrenadier Division
- 170ª Divisão de Infantaria
- XXVII Corpo de Exército
- 131ª Divisão de Infantaria
- 547. Volksgrenadier Division
- 561. Volksgrenadier Division
- 549. Volksgrenadier Division
- XXVI Corpo de Exército
- 1ª Divisão de Infantaria
- 349. Volksgrenadier Division
- 56ª Divisão de Infantaria

31 de Dezembro de 1944
- À disposição do 4º Exército
- 5ª Divisão Panzer
- Fallschirm-Panzer-Division 1 “Hermann Göring”
- LV Corpo de Exército
- 547. Volksgrenadier Division
- 562. Volksgrenadier Division
- 203ª Divisão de Infantaria
- VI Corpo de Exército
- 541. Volksgrenadier Division
- Gruppe Oberst Hannibal (Polizei)
- 131ª Divisão de Infantaria
- 558. Volksgrenadier Division
- XXXXI Corpo Panzer
- 170ª Divisão de Infantaria
- 367ª Divisão de Infantaria
- 50ª Divisão de Infantaria
- 28. Jäger Division
- 21ª Divisão de Infantaria
- Fallschirm-Panzerkorps “Hermann Göring”
- Fallschirm-Panzergrenadier-Division 2 “Hermann Göring”
- 61ª Divisão de Infantaria

1 de Março de 1945
- Kommandant Frische Nehrung
- Stab 129ª Divisão de Infantaria
- XII Corpo de Exército
- 14ª Divisão de Infantaria
- 28. Jäger Division
- 349. Volksgrenadier Division
- 24ª Divisão Panzer+ 229ª Divisão de Infantaria
- VI Corpo de Exército
- Kampfgruppe 131ª Divisão de Infantaria + 10. Radfahr-Jäger-Brigade
- Kampfgruppe 541. Volksgrenadier Division
- Kampfgruppe 61ª Divisão de Infantaria
- 18ª Divisão Panzer
- XX Corpo de Exército
- Kampfgruppe 558. Volksgrenadier Division
- Kampfgruppe 21ª Divisão de Infantaria
- Kampfgruppe 102ª Divisão de Infantaria
- Kampfgruppe 292ª Divisão de Infantaria + 129ª Divisão de Infantaria
- XXXXI Corpo Panzer
- Kampfgruppe Hauser
- Divisionsstab zbV 605
- 56ª Divisão de Infantaria
- Kampfgruppe 170ª Divisão de Infantaria
- Fallschirm-Panzerkorps “Hermann Göring”
- 562. Volksgrenadier Division
- 50ª Divisão de Infantaria
- Fallschirm-Panzergrenadier-Division 2 “Hermann Göring”
- Panzergrenadier-Division “Großdeutschland”

31 de Março de 1945
- À disposição do 4º Exército
- 50ª Divisão de Infantaria
- VI Corpo de Exército
- Kampfgruppe 102ª Divisão de Infantaria
- Kampfgruppe 24ª Divisão Panzer
- Gruppe Generalmajor Koetz (Stab 349. Volksgrenadier Division)
- XX Corpo de Exército
- Kampfgruppe 131ª Divisão de Infantaria
- Kampfgruppe 61ª Divisão de Infantaria
- Kampfgruppe 21ª Divisão de Infantaria
- Kampfgruppe 14ª Divisão de Infantaria
- Kampfgruppe 292ª Divisão de Infantaria + 56ª Divisão de Infantaria
- XXXXI Corpo de Exército
- Kampfgruppe 170ª Divisão de Infantaria
- Kampfgruppe Fallschirm-Panzergrenadier-Division 2 “Hermann Göring” + Kampfgruppe 28. Jäger Division
- 562. Volksgrenadier Division
- Panzer-Grenadier-Division “Großdeutschland”